# HD 114835
HD 114835，又名CP-58 4738，SAO 240663、HR 4988，是一颗恒星，视星等为5.89，位于銀經305.89，銀緯4.06，其B1900.0坐标为赤經13h 7m 59s，赤緯-58° 4.06′ 12″。